# شريف الدين (نقدة)
شريف‌ الدين هي قرية في مقاطعة نقدة، إيران. يقدر عدد سكانها بـ 56 نسمة بحسب إحصاء 2016.